# Iron Fire
Gli Iron Fire sono un gruppo musicale danese di riferimento internazionale nell'ambito del power metal.
I brani presenti in tutti loro album sono incentrati sulla mitologia e sulla religione dei Vichinghi. Il 15 aprile 2010 iniziarono a registrare il loro album commemorativo dei dieci anni di carriera, Metalmorphosized. Si tratta di una raccolta di brani pubblicati da On the Edge del 2001 a Revenge del 2006 che per l'occasione furono ri-registrati con gli ex-membri che all'epoca della pubblicazione dei due dischi erano presenti in formazione. Ai pezzi si diede un sound rinnovato in linea con l'attuale stile del gruppo che li caratterizza dal 2007. Nella raccolta presentarono in tracklist anche un nuovo pezzo. Il mixaggio fu affidato a Tommy Hansen.

## Formazione

### Formazione attuale
- Martin Steene - voce
- Kirk Backarach - chitarra
- Martin Lund - basso
- Fritz Wagner - batteria

### Ex componenti
- Kristian H. Martinsen - chitarra
- Kristian "Iver" Iversen - chitarra
- Martin Slott - chitarra
- Søren Jensen - chitarra
- Jeff Lukka - chitarra
- Johan Jacob "J.J." Høvring Olsen - chitarra
- Jakob Lykkebo - basso
- Jose Cruz - basso
- Christian Martinsen - basso
- Gunnar Olsen - batteria
- Tony Olsen - batteria
- Morten Plenge - batteria
- Steve Mason - batteria
- Jimmi Holm - batteria
- Martin Sunddal - batteria
- Jens Berglid - batteria

## Discografia

### Album studio
- 1998 - Demo
- 2000 - Thunderstorm
- 2001 - On the Edge
- 2003 - The Underworld (Demo)
- 2006 - Revenge
- 2007 - Blade of Triumph
- 2009 - To the Grave
- 2010 - Metalmorphosized
- 2012 - Voyage of the Damned
- 2016 - Among the Dead